# أبو مهدي عيسى الثعالبي
أبو مهدي عيسى الثعالبي ولد في الجزائر في مطلع القرن 11 هجري. التحق بالعاصمة ودرس على يد خيرة علمائها الفقه والحديث، أمثال الشيخ سعيد بوقندورة، وبمرور الزمن حظي بالتقدير من رجال السلطة العثمانين في الجزائر وعلى رأسهم الباشا يوسف داي الجزائر الذي ضمه إلى مجلسه. تنقل الشيخ عبر ربوع الجزائر ثم هاجر إلى تونس والمشرق سنة 1061 هـ وزار مكة مكرمة حاجاً، وتصدى هنالك للتعليم والفقه وعلوم الحديث واللغة، ودرس على يديه عدد من العلماء منهم الرحالة العياشي. انتقل الشيخ بعدها إلى مصر واستقر بها مدة من الزمن بداية سنة 1064 هـ. توفي الشيخ بمكة سنة 1080 هـ تاركاً مجموعة من المؤلفات في شتى العلوم.